# 旅順日露戦争陳列館

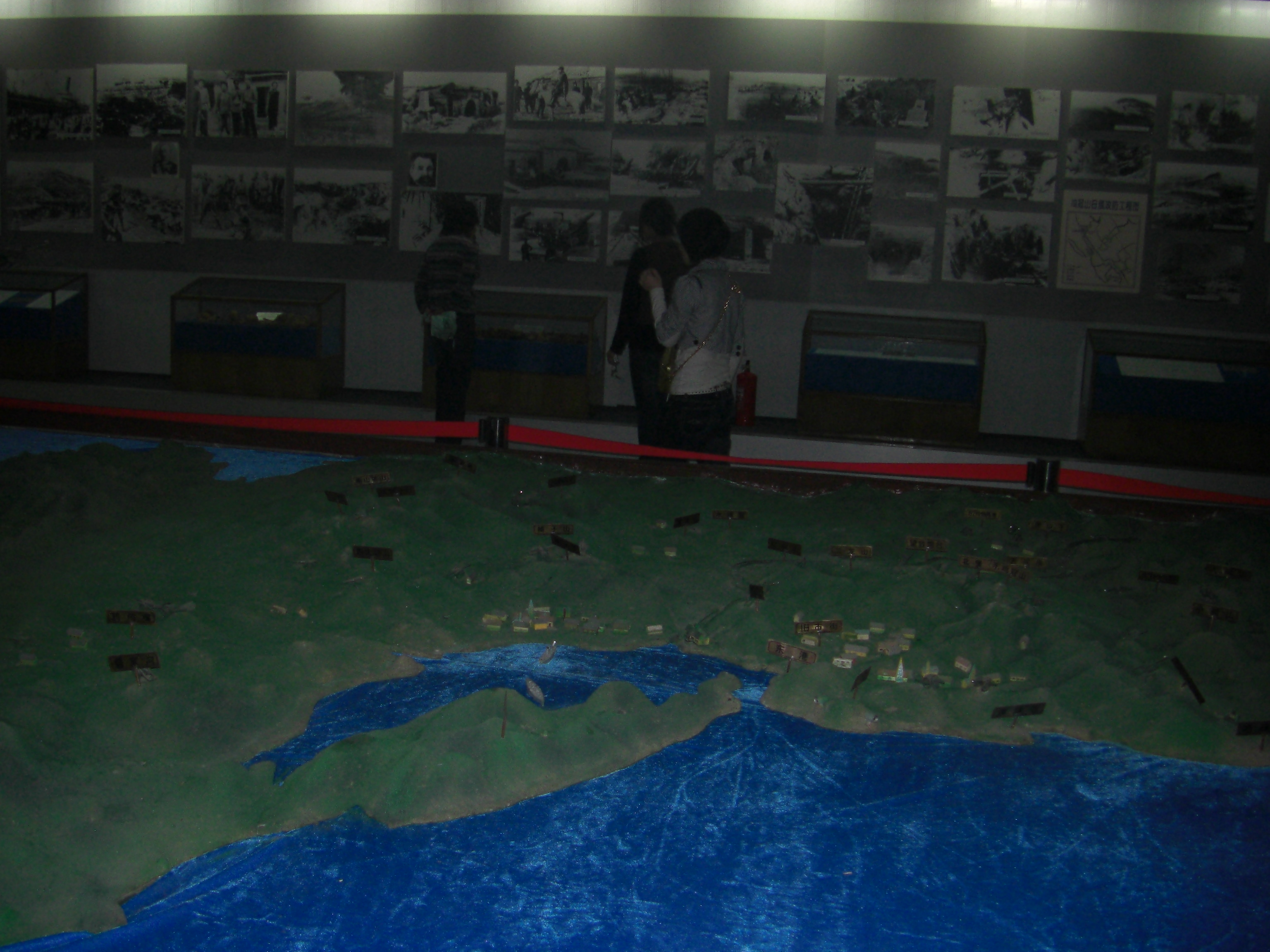
日露戦争陳列館の展示

旅順日露戦争陳列館（りょじゅんにちろせんそうちんれつかん）は中華人民共和国遼寧省大連市旅順口区に位置する戦争博物館。日露戦争の激戦地東鶏冠山北堡塁跡に隣接している、延床面積460m2、1997年5月に一般公開された。
日露両将の写真や日露戦争の旅順の立体模型、当時の銃弾や砲弾などが展示されている。「旅順口区国防教育基地」ともされ、中国国民に対する愛国教育の場ともなっており、年間約100万人の中国人が訪れる。